# Ribeirão Vermelho
Ribeirão Vermelho este un oraș în Minas Gerais (MG), Brazilia.